# Break Stuff
Break Stuff (englisch etwa für „Dinge zerstören“) ist ein Lied der US-amerikanischen Nu-Metal-Band Limp Bizkit. Der Song erschien auf ihrem zweiten Studioalbum Significant Other (1999) und wurde am 20. März 2000 als vierte Single aus diesem veröffentlicht.

## Inhalt
Break Stuff handelt von Frustration, Wut und dem Drang, etwas zu zerstören oder jemanden zu verletzen. Fred Durst singt meist aus der Perspektive des lyrischen Ichs über einen beschissenen Tag, an dem ihm besser alle aus dem Weg gehen sollten, da er keine Rücksicht auf sie nehmen und ihnen etwas antun würde, wenn sie ihn vollquatschen sollten. Dabei beschreibt er Gewaltfantasien mit einer Kettensäge und sagt, dass er am liebsten jemandem das Gesicht zertrümmern würde.

“It’s all about the he says/she says bullshit

I think you better quit lettin’ shit slip

Or you’ll be leavin’ with a fat lip”

## Produktion
Der Song wurde von Limp Bizkit zusammen mit dem Musikproduzenten Terry Date produziert. Als Autoren fungierten die Limp-Bizkit-Mitglieder Fred Durst, Wes Borland, John Otto und Sam Rivers.

## Musikvideo
Bei dem zu Break Stuff in einer Skatehalle gedrehten Musikvideo führte Fred Durst selbst Regie. Es verzeichnet auf YouTube über 198 Millionen Aufrufe (Stand September 2023). Das Video zeigt Limp Bizkit, die den Song in der Halle spielen, wobei neben Fred Durst, der sein charakteristisches rotes Basecap trägt, verschiedene Personen den Text aggressiv in die Kamera rappen und singen. Darunter befinden sich auch andere berühmte Musiker, Schauspieler und Sportler, wie Snoop Dogg, Dr. Dre, Eminem, Jonathan Davis von Korn, Alec Baldwin, Flea von den Red Hot Chili Peppers, Bam Margera, Richard Lewis, Aaron Lewis, Seth Green, Bucky Lasek, Derek Jeter, Roger Daltrey, Pauly Shore, Lily Aldridge und Riley Hawk. Im Verlauf des Videos tauschen Limp Bizkit ihre Musikinstrumente untereinander aus. In einzelnen Szenen sind Skateboarder und BMX-Fahrer zu sehen. Vor dem Gebäude versammeln sich derweil Scharen von Fans und gegen Ende singt Fred Durst draußen in der Fanmenge.
Das Video gewann bei den MTV Video Music Awards 2000 den Preis in der Kategorie Best Rock Video.

## Single

### Covergestaltung
Das Singlecover ist unscharf und zeigt Limp-Bizkit-Sänger Fred Durst, der eine schwarze Mütze sowie ein schwarzes T-Shirt trägt und den Betrachter ansieht. Am oberen Bildrand befindet sich der blaue Schriftzug Limp Bizkit, während der Titel Break Stuff in Weiß rechts unten im Bild steht.

### Titellisten
Version 1
1. Break Stuff (Album Version) – 2:47
2. Crushed – 3:24
3. Faith – 2:27
4. Counterfeit (Lethal Dose Remix) – 5:54
5. Faith (Video) – 3:27
6. Nookie (Video) – 4:35
7. Re-Arranged (Video) – 4:41
8. N 2 Gether Now feat. Method Man (Video) – 3:55

Version 2
1. Break Stuff (Album Version) – 2:47
2. Crushed (Album Version) – 3:24
3. N 2 Gether Now feat. Method Man (Album Version) – 3:55
4. Re-Arranged (Video) – 4:41

### Chartplatzierungen
Break Stuff stieg am 10. April 2000 auf Platz 50 in die deutschen Singlecharts ein und erreichte vier Wochen später mit Rang 42 die höchste Position. Insgesamt konnte es sich zehn Wochen lang in den Top 100 halten. In der Schweiz belegte das Lied Platz 95 und hielt sich drei Wochen in den Charts.
| ChartsChartplatzierungen | Höchstplatzierung | Wochen |
| ------------------------ | ----------------- | ------ |
| Deutschland (GfK)        | 42 (10 Wo.)       | 10     |
| Schweiz (IFPI)           | 95 (3 Wo.)        | 3      |

### Auszeichnungen für Musikverkäufe
Break Stuff wurde im Jahr 2024 für mehr als 600.000 Verkäufe im Vereinigten Königreich mit einer Platin-Schallplatte ausgezeichnet. In Deutschland erhielt es im selben Jahr für über 300.000 verkaufte Einheiten eine Goldene Schallplatte.

| Land/Region                  | Auszeichnungen für Musikverkäufe (Land/Region, Auszeichnung, Verkäufe) | Verkäufe |
| ---------------------------- | ---------------------------------------------------------------------- | -------- |
| Deutschland (BVMI)           | Gold                                                                   | 300.000  |
| Neuseeland (RMNZ)            | 2× Platin                                                              | 60.000   |
| Vereinigtes Königreich (BPI) | Platin                                                                 | 600.000  |
| Insgesamt                    | 1× Gold · 3× Platin ·                                                  | 960.000  |

Hauptartikel: Limp Bizkit/Auszeichnungen für Musikverkäufe